# Abingdon-on-Thames
Abingdon /ˈæbɪŋdən/, còn được gọi là Abingdon on Thames hay Abingdon-on-Thames, là một thị trấn và xã ở Anh. Trước đây, thị trấn là hạt lỵ Berkshire, từ năm 1974 nó là huyện lỵ của Vale of White Horse ở hạt hành chính Oxfordshire.
Điều tra dân số năm 2011 ghi nhận dân của xã là 33.130. 2.504 người nhiều hơn so với tổng điều tra dân số năm 2001 với 30.626, tăng trưởng hơn 8% trong dân số.